# Berkovići (gmina Rogatica)
Berkovići (cyr. Берковићи) – wieś w Bośni i Hercegowinie, w Republice Serbskiej, w gminie Rogatica. W 2013 roku liczyła 41 mieszkańców.